# Antonio Iranzo Escorihuela
Antonio Iranzo Escorihuela (València, 4 de maig de 1930 - † València, 7 de juliol de 2003) va ser un actor espanyol.

## Biografia
Va començar la seva activitat artística en el teatre, al mateix temps que treballava com a locutor de ràdio. S'integra en la Companyia de Núria Espert i en 1963 debuta al cinema amb La chica del auto-stop, de Miquel Lluch i Suñé.
El seu físic d'home cepat i veu ronca marquen els personatges que interpretaria en la pantalla gran, gairebé sempre secundaris, destacant les seves interpretacions en La piel quemada (1967), de Josep Maria Forn; La leyenda del alcalde de Zalamea (1973), de Mario Camus; La Regenta (1974), de Gonzalo Suárez; ¿Quién puede matar a un niño? (1975), de Narciso Ibáñez Serrador; Los placeres ocultos (1977), La estanquera de Vallecas (1986), aquestes dues últimes d'Eloy de la Iglesia o Libertarias (1996), de Vicente Aranda.
Prolífica va ser també la seva trajectòria en televisió; va interpretar desenes de personatges en espais dramàtics de TVE com Estudio 1 o Novela, Hora once o Ficciones.
També sobre els escenaris va desenvolupar una carrera notable, que va sobresortir especialment en les seves interpretacions d'autors clàssics del Segle d'Or. Entre les obres interpretades, s'inclouen Tartufo (1969), de Molière, amb direcció d'Adolfo Marsillach; La estrella de Sevilla (1958), de Félix Lope de Vega; Andorra (1971), de Max Frisch; Flor de Santidad (1973), d'Adolfo Marsillach; Sopa de pollo con avena, (1978) d'Arnold Wesker amb Irene Gutiérrez Caba; Las arrecogías del beaterio de Santa María Egipciaca (1977), de José Martín Recuerda, Bodas que fueron famosas del Pingajo y la Fandanga (1978), de José María Rodríguez Méndez; El rollo de Lavapiés (1979); Los baños de Argel (1979), de Miguel de Cervantes; Aspirina para dos (1980) de Woody Allen; Las orejas del lobo (1980), de Santiago Moncada; El engañao (1981), de Martín Recuerda, Melocotón en almíbar (1982), de Miguel Mihura; El pato silvestre (1982) d'Ibsen; Fedra (1984), d'Eurípides; Julio César (1988), de Shakespeare; La tercera palabra (1992), d'Alejandro Casona.
Finalment, la seva veu profunda i greu li va permetre destacar com a actor de doblatge, sent recordada entre altres personatges, pel de M.A. a El equipo A.

## Premis
- Fotogramas de Plata al millor intèrpret de cinema espanyol (1967) per La piel quemada.